# ولفجانج كليمن
ولفجانج كليمن (وُلد في 29 مارس 1909 في بون، ألمانيا - تُوفي في 16 مارس 1990 في باد اندروف، بافاريا، ألمانيا) كان عالمًا، وأدبيًا ألمانيًا بارزًا، الذي ساعد في إعادة تأسيس الدراسات الإنجليزية في ألمانيا بعد الحرب العالمية الثانية. كان والده بول كليمن مؤرخًا فنيًا معروفًا.

## سيرته
درس كليمن من عام 1928 إلى عام 1934 في جامعات هايدلبرغ وفرايبورغ وبرلين ومونشن وبون كامبريدج. كان من بين أساتذته الأكاديميين ايرنسانت روبيرت كورتيوس [الإنجليزية] وكارل فولسر وهوجو فريدريش. حصل على درجة الدكتوراه عام 1936 مع رسالة دكتوراه عن صور شكسبير وشهادة ما بعد الدكتوراه (التأهيل) مع دراسة لجيفري تشوسر. بعد فترة قصيرة كمحاضِر للتاريخ الادبي في جامعة كولونيا، وانتقل إلى جامعة كيل. من عام 1946 حتى عام 1974 كان رئيس قسم اللغة الإنجليزية في جامعة ميونيخ، وفي عام 1953 كان استاذاً زائراً في جامعة كولومبيا، وفي عام 1964 كان استاذاً زائراً في جامعة برستل.

في عام 1964 أسس كليمن مكتبة شكسبير في ميونخ، وهي إحدى المجموعات الرئيسية للمنح الدراسية عن وليم شكسبير خارج بريطانيا.

## إنجازاته العلمية
تكمن سمعة كليمان إلى حد كبير في دراسته عن صور شكسبير، وهي ترجمة إنجليزية منقَحة لرسالة الدكتوراه التي نشرها في 1951 مع دار ميثوين للنشرفي لندن. مع ذلك، تأهيله في الترجمة الإنجليزية على شعر جيفري تشوسر المبكر كان ذات اهمية مماثلة. حتى دراسة كليمن، لم يعتبر تشوسر بيت الشهرة، كتاب الدوقة، برلمان الطيور، وأنليدا وأركيت على نفس المستوى من إتقان الإبداع مثل حكايات كانتربري وترويلوس وكريسيدا. حصل هذا التغيير لان كليمن استطاع إثبات أن مؤلف اللغة الإنجليزية الوسطى كان مستقلاً عن مصادره الفرنسية والكلاسيكية في وقت مبكر كما هو الحال في شعره في وقت لاحق.

## تحديد المنشورات
- Shakespeare's Soliloquies
- The Development of Shakespeare's Imagery
- Das Wesen der Dichtung in der Sicht moderner englischer und amerikanischer Dichter
- Der junge Chaucer / Chaucer's Early Poetry
- Die Tragödie vor Shakespeare
- Das Drama Shakespeares
- Shakespeares Monologe

## المؤلفات
- Frank-Rutger Hausmann, Anglistik und Amerikanistik im Dritten Reich (Frankfurt: Klostermann, 2003), esp. pp. 448–449.
- Ina Schabert, ed. Wolfgang Clemen im Kontext seiner Zeit: Ein Beitrag zur Wissenschaftsgeschichte vor und nach dem Zweiten Weltkrieg. Heidelberg: Universitätsverlag Winter, 2009.
- Richard Utz, Chaucer and the Discourse of German Philology (Turnhout: Brepols, 2002), esp. pp. 207–20.